# Henryk Zegadło
Henryk Zegadło (ur. 28 września 1934 we wsi Krzyżka, zm. 9 października 2011 w Bad Bertrich) – polski artysta rzeźbiarz i malarz.
Od 1951 przez dwa lata uczęszczał do studium plastycznego, po ukończeniu którego w 1953 studiował malarstwo na warszawskiej Akademii Sztuk Pięknych pod kierunkiem prof. Eugeniusza Eibischa. Od 1960 do 1978 Henryk Zegadło wraz z ojcem Adamem prowadzili atelier artystyczne w Zakopanem. Na tym etapie artysta tworzył obrazy na szkle i rzeźby o charakterze sakralnym wzorowane na sztuce ludowej, najczęstszym motywem była postać Chrystusa Frasobliwego. Był twórcą dekoracji teatralnych, jego rzeźby stanowią stały element wystaw sztuki ludowej (najliczniejsza kolekcja znajduje się w zbiorach Muzeum Narodowego w Kielcach). W 1978 wyemigrował z kraju do Niemiec, gdzie ostatecznie osiadł (w 2001 przyjął obywatelstwo niemieckie). Po wizycie w Japonii w 1990 Henryk Zegadło zaczyna tworzyć rzeźby inspirowane tamtejszą sztuką ludową. W marcu 2001 ma miejsce otwarcie stałej wystawy twórczości zwanej Muzeum Zegadły.